# Simon Werner a disparu...
Simon Werner a disparu... è un film francese del 2010 scritto e diretto da Fabrice Gobert.